# شیمار مور
شیمار مور (انگلیسی: Shemar Moore؛ زادهٔ ۲۰ آوریل ۱۹۷۰) هنرپیشه و مدل سابق فشن اهل کشور ایالات متحده آمریکا است.
از فیلم ها یا نمایش های تلویزیونی که وی در آن نقش داشته است می‌توان به مرا بکش، مرگبار، انگیزه‌ها، ذهن های جنایتکارا و گروه ضربت اشاره کرد.